# Glenea bakeriana
Glenea bakeriana là một loài bọ cánh cứng trong họ Cerambycidae.